# 아이즈번

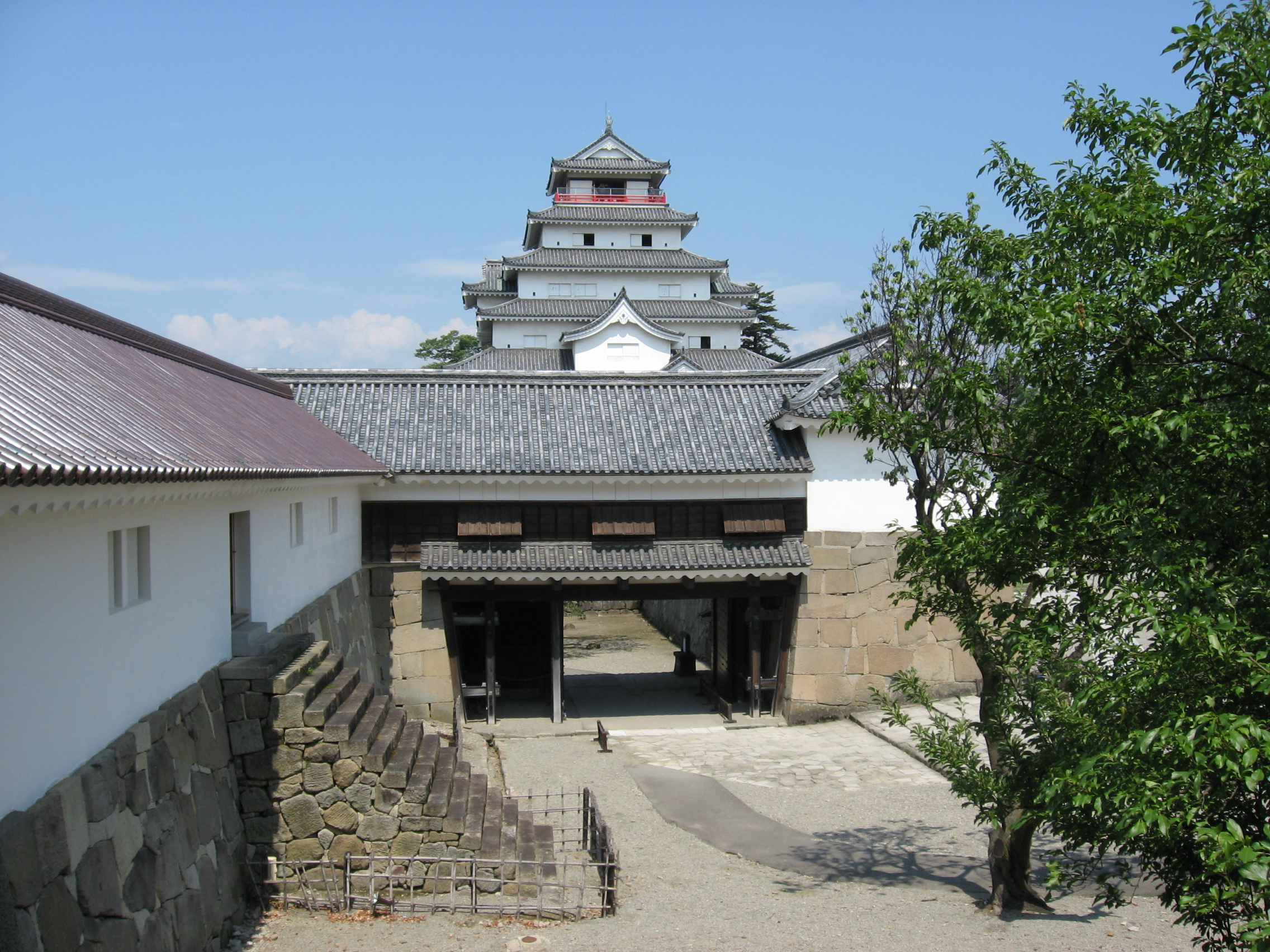
와카마쓰성

아이즈번(일본어: 会津藩 아이즈한[*])은 일본 에도시대 무쓰국의 아이즈군에 존재했던 번으로, 지금의 후쿠시마현 서부 지역을 지배하였다. 번청은 아이즈와카마쓰시에 있는 와카마쓰성이다.

## 번의 역사
센고쿠 시대의 아이즈 지방은 센고쿠 다이묘 아시나씨가 구로카와(黒川)를 본거지로 하여 지배하고 있었다. 1589년, 다테 마사무네가 아시나 가문을 멸망시키고 이 지역을 차지하였으나 1590년에 도요토미 히데요시에 의해 아이즈 지방 및 주변 지역을 몰수당하였고, 대신 가모 우지사토가 아이즈 42만 석(훗날 92만 석이 됨) 영지를 소유하게 되었다. 우지사토는 구로카와를 와카마쓰(若松)라 개명하였고, 가미가타로부터 상인들을 초빙하여 영지 경영에 공헌하였다. 우지사토의 뒤를 이은 가모 히데유키는 1598년에 우쓰노미야 번 12만 석으로 삭감 전봉되었고, 에치고국로부터 우에스기 가게카쓰가 고쿠다카 120만 석으로 입번하였다.
그러나 가게카쓰도 세키가하라 전투 때 이시다 미쓰나리의 편에 섰다는 이유로 1601년에 요네자와번 24만 석으로 삭감 전봉되었고, 당시 도쿠가와 이에야스측에서 싸웠던 가모 히데유키는 고쿠다카가 60만 석으로 추가되어 아이즈로 돌아올 수 있었다. 히데유키의 뒤를 이은 가모 다다사토가 1627년 급사하자, 후사가 없어 영지가 몰수될 뻔하였으나, 그 어머니가 도쿠가와 이에야스의 딸인 관계로, 동생 가모 다다토모가 가모씨의 당주를 이어받고 이요 마쓰야마 번으로 옮겨가 명맥을 유지하게 되었다. 대신 마쓰야마 번으로부터 가토 요시아키가 아이즈로 들어왔다. 하지만 2대 번주 가토 아키나리가 아이즈 소동이라는 후계자 분쟁에 휘말리면서 결국 영지를 반납하게 되었다.
가토씨가 아이즈에서 퇴출당한 1643년, 야마가타번에 있던 호시나 마사유키가 23만 석으로 아이즈 번에 들어왔다. 마사유키는 2대 쇼군 도쿠가와 히데타다의 사생아이자 3대 쇼군 도쿠가와 이에미쓰의 배다른 동생으로, 이에미쓰의 신뢰를 받아 막부 정치에 중요한 역할을 하였으나, 다케다씨의 유신이었던 양부 호시나 마사미쓰와의 의리상 마쓰다이라로 성을 바꾸지는 않았다. 이후 호시나씨는 3대 마사카타 대에 비로소 마쓰다이라로 개성하였고, 도쿠가와 히데타다의 후손으로 인정받아 신판 다이묘가 되었다. 이후 실제 고쿠다카는 40만 석까지 올라갔으며, 미토번(도쿠가와 고산케 중 하나)보다도 실수입이 많고 군사력도 강대한 번이 되었다.
막말, 마지막 번주 마쓰다이라 가타모리는 1862년에 교토슈고쇼쿠를 맡았고 신센구미를 휘하에 두어, 존왕양이파 지사들의 관리와 교토 치안유지를 담당했다. 금문의 변 때는 고메이 천황을 탈취하려는 조슈번 세력으로부터 궁궐을 지켜냈다. 이후 가타모리는 고메이 천황으로부터 아이즈 번에 의지한다는 내용의 서한을 받았다. 고메이 천황 사후, 대정봉환, 왕정복고를 거쳐 보신 전쟁이 발발하자, 가타모리는 구 막부 세력의 중심으로 여겨지면서 신정부군의 주적이 되었고, 고메이 천황의 서한이 있음에도 불구하고 조적(朝敵)으로 간주되었다. 아이즈 번은 오우에쓰 열번동맹의 지원을 받아 쇼나이번과 함께 동맹을 체결하고 신정부군에 대항하였으나, 아이즈 전쟁에서 패배하고 결국 항복하였다. 아이즈 번 영지는 이때 몰수되었고, 가타모리는 금고형에 처해져 돗토리번에 유폐되었다. 1869년, 메이지 정부는 가타모리의 아들 마쓰다이라 가타하루가 가문의 명맥을 잇는 것을 허락하고 도나미번을 세우게 했지만, 아이즈 지역은 메이지 정부의 직할지가 되었고, 와카마쓰 현이 설치되었다가 1876년에 후쿠시마현에 합병되었다.

## 역대 번주
가모 가문
1. 가모 우지사토(蒲生氏郷) 재위 1590년 ~ 1595년
2. 가모 히데유키(蒲生秀行) 재위 1595년 ~ 1598년

우에스기 가문
- 우에스기 가게카쓰(上杉景勝) 재위 1598년 ~ 1601년

가모 가문(재봉)
1. 가모 히데유키 (재임) 재위 1601년 ~ 1612년
2. 가모 다다사토(蒲生忠郷) 재위 1612년 ~ 1627년

가토 가문
1. 가토 요시아키(加藤嘉明) 재위 1627년 ~ 1631년
2. 가토 아키나리(加藤明成) 재위 1631년 ~ 1643년

호시나 마쓰다이라 가문
1. 호시나 마사유키(保科正之) 재위 1643년 ~ 1669년
2. 호시나 마사쓰네(保科正経) 재위 1669년 ~ 1681년
3. 마쓰다이라 마사카타(松平正容) 재위 1681년 ~ 1731년
4. 마쓰다이라 가타사다(松平容貞) 재위 1731년 ~ 1750년
5. 마쓰다이라 가타노부(松平容頌) 재위 1750년 ~ 1805년
6. 마쓰다이라 가타오키(松平容住) 재위 1805년 ~ 1806년
7. 마쓰다이라 가타히로(松平容衆) 재위 1806년 ~ 1822년
8. 마쓰다이라 가타타카(松平容敬) 재위 1822년 ~ 1852년
9. 마쓰다이라 가타모리(松平容保) 재위 1852년 ~ 1868년
10. 마쓰다이라 노부노리(松平喜徳) 재위 1868년

## 같이 보기
- 도나미번